# Griffith Park
Griffith Park er en stor bypark i den østlige del af Santa Monica Mountains, i Los Feliz ved Los Angeles. Med et areal på 17 km² (1,740 ha), er det en af de største byparker i Nordamerika og den næststørste kommunale park i Californien, næstefter Mission Trails Regional Park (på 23 km²) i San Diego.

## Historie
Parkens grundlægger er oberst Griffith J. Griffith, som i 1882 købte et stykke jord nær Los Angeles River, hvor han anlagde en strudsefarm. I 1896 besluttede han, at donere en del af dette land til byen Los Angeles for at anlægge en bypark. Flere donationer fandt sted i de følgende år, og parken udvidede sig til den størrelse som den har i dag. Ved sin død i 1919 efterlod han sig en fond, som med byen sørgede for opførelsen af et amfiteater Greek Theatre som åbnede i 1930 og et observatorium, Griffith Observatory, der åbnede i 1935.